# 大塚海夫
大塚 海夫（おおつか うみお、1960年〈昭和35年〉8月6日 - ）は、日本の海上自衛官、外交官、神職。2020年（令和2年）9月に自衛官出身者として初めて特命全権大使（在ジブチ特命全権大使）に任命され、妻で外交官の中谷好江も同時に駐パラグアイ特命全権大使に任命された。2024年（令和6年）4月1日付で第14代靖国神社宮司に就任。 

## 略歴
東京都出身。暁星小学校、暁星中学校・高等学校を経て、1983年（昭和58年）3月、防衛大学校機械工学科（第27期）を卒業後、海上自衛隊に入隊。1997年（平成9年）ジョンズ・ホプキンズ大学ポール・H・ニッツェ高等国際関係大学院修了、国際公共政策学修士。
護衛艦「とね」艦長、海上幕僚監部教育班長、海上幕僚監部防衛調整官、第21護衛隊司令、情報本部統合情報部長、海上自衛隊幹部学校副校長、第2護衛隊群司令、練習艦隊司令官、海上幕僚監部指揮通信情報部長、アメリカ中央軍日本国首席連絡官、自衛艦隊司令部幕僚長、海上自衛隊幹部学校長、情報本部長を歴任し、2019年（令和元年）12月に退官。
公益財団法人日本国際問題研究所客員研究員、英国王立防衛安全保障研究所特別名誉フェロー 、株式会社MIHARUスペシャルアドバイザー 、株式会社FRONTEO戦略アドバイザー、伊藤忠商事株式会社参与を経て、2020年（令和2年）9月11日の閣議において、アフリカ東部のジブチ大使に任命することが決定した。自衛官出身者が大使に任命されるのは初めて。9月16日には妻の好江とともに皇居での認証式に臨んでいるが、夫婦がそれぞれ大使就任のため同じ認証式に臨んだのは史上初めての出来事である。2023年（令和5年）11月21日付で在ジブチ特命全権大使を離任。
2024年（令和6年）4月1日付で靖国神社宮司に就任。元自衛官が就任するのは松平永芳に次いで2人目。将官を務めた元自衛隊幹部の靖国神社宮司への就任は、初めてである。

## 年譜
- 1983年（昭和58年）3月：防衛大学校（第27期）卒業、海上自衛隊入隊
- 1997年（平成09年）7月：2等海佐に昇任
- 1998年（平成10年）7月：海上幕僚監部防衛部防衛課
- 2000年（平成12年）8月1日：護衛艦「とね」艦長
- 2001年（平成13年）8月20日：海上幕僚監部防衛部防衛課 兼 海上自衛隊幹部学校勤務
- 2002年（平成14年）1月1日：1等海佐に昇任
- 2004年（平成16年）8月20日：海上幕僚監部人事教育部教育課教育班長 兼 海上自衛隊幹部学校勤務
- 2006年（平成18年）3月27日：海上幕僚監部防衛部防衛課防衛調整官 兼 海上自衛隊幹部学校勤務
- 2007年（平成19年）
  - 3月28日：第21護衛隊司令
  - 12月3日：情報本部統合情報部長
- 2009年（平成21年）
  - 3月24日：海将補に昇任、海上幕僚監部付
  - 6月5日：海上自衛隊幹部学校副校長
  - 12月7日：第2護衛隊群司令
- 2010年（平成22年）12月20日：練習艦隊司令官
- 2011年（平成23年）12月1日：海上幕僚監部指揮通信情報部長
- 2014年（平成26年）10月14日：自衛艦隊司令部幕僚長
- 2015年（平成27年）8月4日：海将に昇任、海上自衛隊幹部学校長
- 2017年（平成29年）12月20日：第9代 情報本部長
- 2019年（令和元年）12月20日：退官
- 2020年（令和02年）9月16日：ジブチ国駐箚特命全権大使
- 2023年（令和05年）11月21日：在ジブチ特命全権大使離任
- 2024年（令和06年）4月1日：靖国神社宮司に就任

## 栄典
- アメリカ合衆国レジオン・オブ・メリット（3回）[5]
- フランス共和国国家功労勲章（シュヴァリエ）[5]
- フランス共和国レジオン・ドヌール勲章（シュヴァリエ）[5]